# 4178 (1988 EO1)
4178 (1988 EO1) је астероид главног астероидног појаса са средњом удаљеношћу од Сунца која износи 3,184 астрономских јединица (АЈ).
Апсолутна магнитуда астероида је 12,5.